# Пон-Сент-Максанс (кантон)
Пон-Сент-Максанс (фр. Pont-Sainte-Maxence) — кантон во Франции, находится в регионе О-де-Франс, департамент Уаза. Расположен на территории двух округов: десять коммун входят в состав округа Клермон, двенадцать ― в состав округа Санлис.

## История
До 2015 года в состав кантона входили коммуны Борепер, Брассёз, Вербери, Вернёй-ан-Алат, Вильнёв-сюр-Вербери, Пон-Сент-Максанс, Понпуэн, Раре, Роберваль, Рюи, Рюлли, Сен-Ва-де-Лонмон, Флёрин.
В результате реформы 2015 года   состав кантона был изменен; в него вошли отдельные коммуны упраздненного кантона Льянкур.
С 1 января 2019 года состав кантона снова изменился: коммуны Виллер-Сен-Фрамбур и Оньон образовали новую коммуну Виллер-Сен-Фрамбур-Оньон.

## Состав кантона с 22 марта 2015 года
В состав кантона входят коммуны (население по данным Национального института статистики за 2018 г.):
- Анжикур (1 401 чел.)
- Базикур (345 чел.)
- Барбери (574 чел.)
- Борепер (66 чел.)
- Брассёз (108 чел.)
- Бренуй (2 013 чел.)
- Виллер-Сен-Фрамбур-Оньон (712 чел.)
- Вильнёв-сюр-Вербери (652 чел.)
- Лез-Ажё (1 167 чел.)
- Монсо (838 чел.)
- Монтепийуа (140 чел.)
- Пон-Сент-Максанс (12 601 чел.)
- Понпуэн (3 250 чел.)
- Раре (135 чел.)
- Роберваль (363 чел.)
- Рьё (1 556 чел.)
- Рюи (138 чел.)
- Рюлли (723 чел.)
- Саси-ле-Гран (1 549 чел.)
- Саси-ле-Пти (574 чел.)
- Сен-Мартен-Лонго (1 478 чел.)
- Сенкё (1 572 чел.)

## Политика
На президентских выборах 2022 г. жители кантона отдали в 1-м туре Марин Ле Пен 32,9 % голосов против 23,9 % у Эмманюэля Макрона и 18,3 % у Жана-Люка Меланшона; во 2-м туре в кантоне победила Ле Пен, получившая 54,8 % голосов. (2017 год. 1 тур: Марин Ле Пен – 31,3 %, Эмманюэль Макрон – 19,3 %, Франсуа Фийон – 17,4 %, Жан-Люк Меланшон – 17,3 %; 2 тур: Ле Пен – 52,5 %. 2012 год. 1 тур: Франсуа Олланд – 27,7 %, Николя Саркози – 27,2 %, Марин Ле Пен – 25,6 %; 2 тур: Саркози – 54,3 %).
С 2021 года кантон в Совете департамента Уаза представляют мэр города Пон-Сент-Максанс Арно Дюмонтье (Arnaud Dumontier) (Республиканцы) и мэр коммуны Монсо Тереза Дья (Teresa Dias) (Разные правые).
|                | Кандидаты                  | Партия                   | Первый тур | Первый тур     | Второй тур | Второй тур |
| Кол-во голосов | Кандидаты                  | Партия                   | % голосов  | Кол-во голосов | % голосов  |            |
| -------------- | -------------------------- | ------------------------ | ---------- | -------------- | ---------- | ---------- |
|                | Арно Дюмонтье Тереза Дья   | Правый блок              | 4 150      | 56,62          | 5 238      | 73,18      |
|                | Рено Росиньоль Анита Руа   | Национальное объединение | 1 713      | 23,37          | 1 920      | 26,82      |
|                | Дидье Гастон Паскаль Дюбуа | Левый блок               | 1 242      | 16,95          |            |            |
|                | Даниэль Бигорнь Анн- Себир | Вставай, Франция         | 224        | 3,06           |            |            |

|                | Кандидаты                         | Партия             | Первый тур | Первый тур     | Второй тур | Второй тур |
| Кол-во голосов | Кандидаты                         | Партия             | % голосов  | Кол-во голосов | % голосов  |            |
| -------------- | --------------------------------- | ------------------ | ---------- | -------------- | ---------- | ---------- |
|                | Арно Дюмонтье Кристин Фуайяр      | Правый блок        | 3 503      | 31,32          | 6 045      | 57,36      |
|                | Валери Бонне Рено Росиньоль       | Национальный фронт | 4 143      | 37,04          | 4 493      | 42,64      |
|                | Мишель Дельма Стефани Лозано      | Левый блок         | 2 440      | 21,81          |            |            |
|                | Айят Бенсария-Говаэрт Мишель Роби | Разные левые       | 787        | 7,04           |            |            |
|                | Даниэль Бигорнь Анн-Лор Ванен     | Вставай, Франция   | 312        | 2,79           |            |            |

|  | Кандидат      | Партия                    | % голосов |
|  | ------------- | ------------------------- | --------- |
|  | Мишель Дельма | Социалистическая партия   | 50,47     |
|  | Жан-Клод Рмо  | Союз за народное движение | 49,53     |

|  | Кандидат             | Партия                    | % голосов |
|  | -------------------- | ------------------------- | --------- |
|  | Жан-Клод Рмо         | Союз за народное движение | 44,94     |
|  | Жан-Матьё Кортегьяни | Социалистическая партия   | 37,55     |
|  | Моник Шапель         | Национальный фронт        | 17,51     |